# Urocultura
A urocultura é um exame realizado em laboratório, como complementação do diagnóstico de infecção urinária, normalmente causada por bactérias das espécies: Escherichia coli, Enterococcus spp., Klebsiella-Enterobacter spp., Proteus spp., Staphylococcus saprophyticus e Pseudomonas spp.